# St. Gallen (Schiff, 1967)
Die St. Gallen ist ein Schiff der Schweizerischen Bodensee-Schifffahrt (SBS) mit Heimathafen Romanshorn.

## Geschichte

Die St. Gallen bei der Wasserung im Jahr 1967

1967 stellten die Schweizerischen Bundesbahnen (SBB) mit der St. Gallen ihr grösstes Motorschiff  in Dienst. Sie wurde in der Bodan-Werft in Kressbronn gebaut und ersetzte den Schaufelraddampfer Rhein aus dem Jahr 1906, der 1966 abgebrochen wurde. Das Zweideckschiff kann 650 Personen befördern, verfügt über zwei Escher-Wyss-Verstellpropeller und wurde von zwei SLM-Sechszylinder-Dieselmotoren mit je 330 PS angetrieben. Die SBB verzichteten im Gegensatz zur DB auf die Beschaffung eines Dreideckschiffs, weil der Tourismus am Schweizer Bodenseeufer weniger intensiv ist als auf der gegenüberliegenden deutschen Seite.
Die Fahrgasträume der St. Gallen wurden mehrfach neugestaltet. Im Winter 2019/2020 wurde das Schiff umfassend erneuert. Dabei wurden die beiden Antriebsmotoren ersetzt, die Ruderanlage modernisiert und ein Bugstrahlruder eingebaut, das die Manövrierbarkeit erleichtert.

## Namensgebung
Namensgeber ist der an den Bodensee anliegende Kanton St. Gallen mit seiner gleichnamigen Hauptstadt. Vor der St. Gallen verkehrten Dampfschiffe mit demselben Namen auf dem Bodensee, ein Glattdeckschiff (1853–1898) und ein Salondampfer (1905–1960).

## Einsatz
Die St. Gallen verkehrt hauptsächlich im Kursverkehr zwischen Rorschach, Konstanz und Unteruhldingen und ist bei zahlreichen Sonderfahrten im Einsatz.